# Wong Lam
Wong Lam, OBE, JP (em chinês:  王霖; 23 de julho de 1919 – 19 de março de 2016) foi um membro não oficial da Assembleia Legislativa de Hong Kong de 1976 a 1985 como o primeiro membro com fundo de base para servir na assembleia.